# Saeed Roustayi

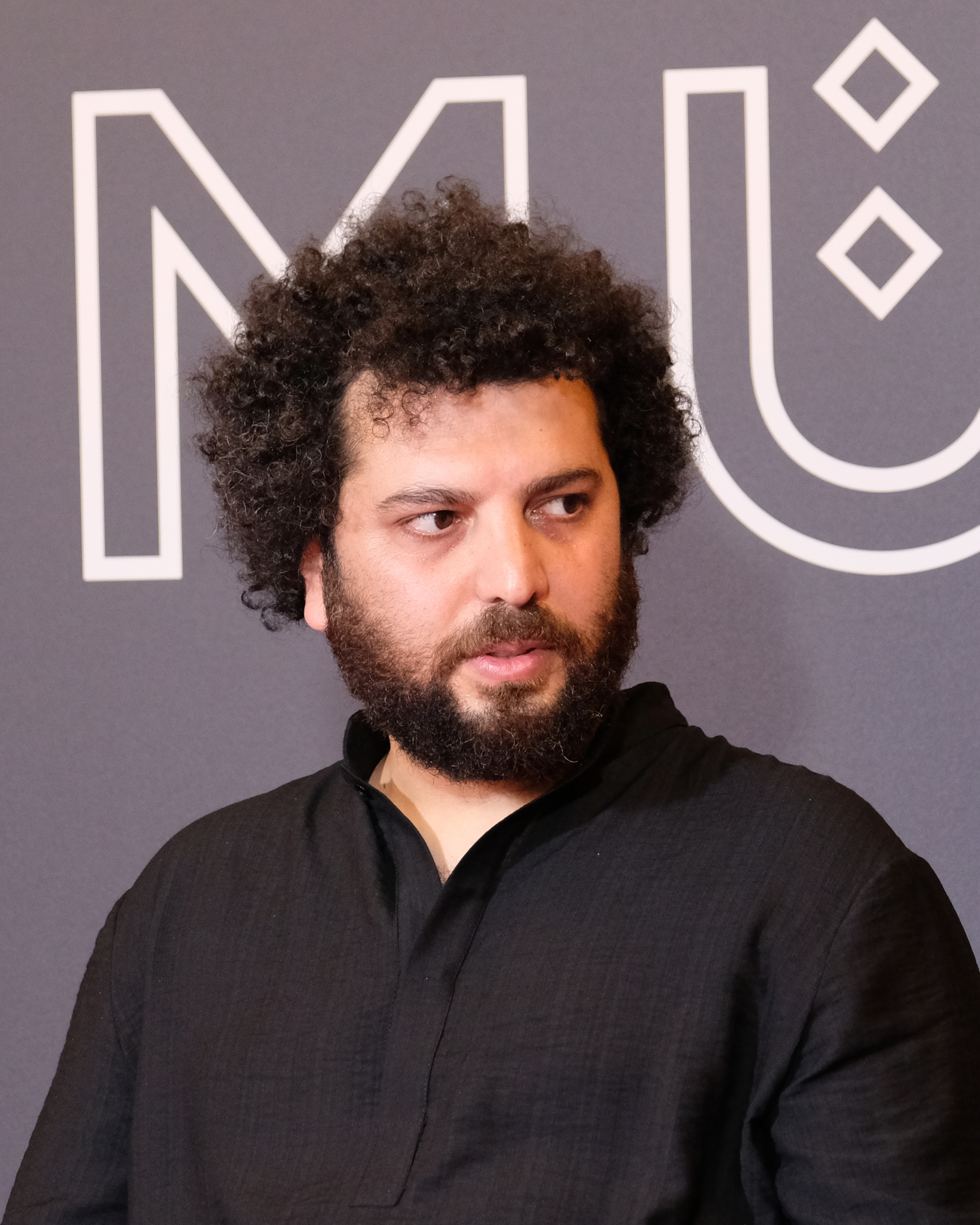
Saeed Roustayi (2022)

Saeed Roustayi ([saˈiːd ɾustɒːˈji], persisch سعید روستایی; * 14. August 1989 in Teheran), alternative Schreibweise Saeed Roustaee, ist ein iranischer Filmregisseur, Drehbuchautor und Filmproduzent. Internationale Bekanntheit brachten ihm der Drogen- und Polizeifilm Just 6.5 (Teheran Connection, 2019) und das Gesellschaftsdrama Leilas Brüder (2022) ein. 

## Leben und Werk

### Ausbildung und erste Regiearbeiten
Saeed Roustayi studierte Film- und Fernsehregie an der Soore-Universität in Teheran, die er mit einem Bachelor-Abschluss verließ. Zu Beginn der 2010er Jahre entstanden seine ersten Kurzfilme (Monday und Ceremony), für die er das Drehbuch schrieb, Regie führte und die er selbst produzierte. Sein Dokumentarfilm The Light-Colored Manteaux (2012) erntete das Lob der Fachkritik und brachte ihm erste Auszeichnungen ein. Ein Jahr später drehte er den Kurzfilm A Very Quiet Street.

### Spielfilmdebüt
Erfolg als Filmemacher ebneten Roustayi seine folgenden Spielfilme, die überwiegend die soziale Ungerechtigkeit innerhalb der iranischen Gesellschaft thematisieren. Sein Spielfilmdebüt als Regisseur und Drehbuchautor war Life and a Day (2016) mit Payman Maadi, Navid Mohammadzadeh und Parinaz Izadyar in den Hauptrollen. Das Sozialdrama stellt eine mittellose iranische Familie in den Mittelpunkt, deren jüngste Tochter kurz vor der Heirat steht. Das Werk wurde auf dem Internationalen Fajr-Filmfestival mit neun Preisen ausgezeichnet, darunter Roustayi für Regie und Drehbuch sowie der Publikumspreis.
Ein Jahr später verfilmte Roustayis Landsmann Mohsen Gharaie mit Blockage (2017) ein Drehbuch von ihm. Die Geschichte über einen Gemeindeangestellten, der Geld veruntreut, um sich den Kauf eines Lastwagens zu ermöglichen, wurde auf den internationalen Filmfestivals von Busan und Sofia preisgekrönt.

### Internationale Erfolge und Verurteilung durch iranische Behörden
Ein Höhepunkt in Roustayis Karriere war sein zweiter Spielfilm, der Polizeifilm Just 6.5 (2019, deutscher Titel Teheran Connection), für den er erneut Payman Maadi und Navid Mohammadzadeh als Hauptdarsteller verpflichtete. Er handelt von einem frustrierten Ermittler, der mit teils unlauteren Methoden einen Drogenhändler jagt. Der persische Originaltitel bedeutet wörtlich „6,5 pro Meter“ und bezieht sich auf die schätzungsweise 6,5 Millionen Crack-Abhängigen im Iran sowie den Preis eines Leichentuchs (6,5 Rial), den sich arme Familien kaum leisten können. Roustayi recherchierte ein Jahr lang im Polizei- und Drogenmilieu, um in seinem Film authentische Figuren zu erschaffen. Ursprünglich hatte er einen Dokumentarfilm über Drogenabhängige auf Teherans Straßen drehen wollen. Mit dem düsteren Thriller, der erstmals in die Drogenszene, die Gefängnisse und das Polizeimilieu des Irans eintauchte, zog Roustayi die Kritik der iranischen Zensurbehörde auf sich. Schon vor Beginn der Dreharbeiten sei er, so berichtete er später, unter Druck gesetzt worden; später habe das Rauschgiftdezernat vergeblich versucht, die Veröffentlichung des Films zu verhindern. Teheran Connection erwies sich als großer Publikumserfolg und wurde im Iran von mehreren Millionen Zuschauern gesehen. Im Ausland wurde er in die Sektion Orizzonti des 76. Filmfestivals von Venedig eingeladen und brachte Roustayi – neben mehreren Auszeichnungen im Iran – eine lobende Erwähnung auf dem Zurich Film Festival ein. Ausländische Filmkritiker lobten seine Actionsequenzen und seinen Realismus und zogen Vergleiche zu William Friedkins Brennpunkt Brooklyn (1971) sowie zur Arbeitsweise von Asghar Farhadi. In Frankreich hatte der bis dahin wenig bekannte Filmemacher Erfolg. Just 6.5 gewann der Film den Hauptpreis des Detektivfilmfestivals Reims Polar, erreichte eine César-Nominierung und zählte mehr als 150.000 Kinobesucher.
Im Jahr 2022 wurde Roustayis Leilas Brüder in den Wettbewerb um die Goldene Palme des Filmfestivals von Cannes eingeladen. Der Film wurde in Cannes mit dem FIPRESCI-Preis ausgezeichnet. Die Aufführung erfolgte ohne Genehmigung der iranischen Behörden. Später wurde der Film im Iran mit einem Aufführungsverbot belegt. Mitte August 2023 wurde bekannt, dass Roustayi und der Filmproduzent Javad Noruzbegi von einem iranischen Gericht schuldig gesprochen wurden, „Oppositionspropaganda gegen das islamische System“ betrieben zu haben. Roustayi wurde eine neuntägige Gefängnisstrafe auferlegt, die restliche Strafe auf Bewährung ausgesetzt. Noruzbegi und er müssen in ihrer Bewährungszeit an Regiekursen teilnehmen und dürfen sich nicht mit anderen Filmschaffenden treffen.
Für seinen im Iran mit behördlicher Genehmigung realisierten Spielfilm Woman and Child (2025) erhielt Roustayi seine zweite Einladung in den Hauptwettbewerb des Festivals von Cannes.

## Filmografie
- 2011: Monday (persisch شنبه; Kurzfilm)
- 2012: Ceremony (Kurzfilm)
- 2012: The Light-Colored Manteaux (Dokumentarfilm)
- 2013: A Very Quiet Street (persisch خیابان خیلی خلوت; Kurzfilm)
- 2016: Life and a Day (persisch ابد و یک روز; Abad va yek rooz)
- 2017: Blockage (persisch سد معبر; Sade Ma'bar) – nur Drehbuch
- 2019: Teheran Connection (persisch متری شیش و نیم; Metri Shesh Va Nim; englischer Titel Just 6.5)
- 2022: Leilas Brüder (persisch برادران لیلا; Baradarane Leila; englischer Titel Leila’s Brothers)
- 2025: Woman and Child (persisch زن و بچه; Zan o bacheh)

## Auszeichnungen (Auswahl)
- 2016: Fajr-Filmfestival – Beste Regie, Bestes Drehbuch (Life and a Day)
- 2016: Iran’s Film Critics and Writers Association – Bester Film, Bestes Originaldrehbuch (Life and a Day)
- 2019: Fajr-Filmfestival – Publikumspreis (Just 6.5)
- 2019: Tokyo International Film Festival – Beste Regie (Just 6.5)
- 2019: Hafez Award – Beste Regie (Just 6.5)
- 2019: Zurich Film Festival – Lobende Erwähnung (Just 6.5)
- 2022: César-Nominierung – Bester ausländischer Film (Just 6.5)
- 2022: FIPRESCI-Preis für den besten Wettbewerbsfilm in Cannes 2022 (Leilas Brüder)[13]